# Плоских, Владимир Михайлович
Владимир Михайлович Плоских (10 апреля 1937, Акмолинск — 31 июля 2025, Бишкек) — советский и киргизский учёный, историк, археолог, педагог, писатель, доктор исторических наук, профессор, академик и вице-президент Национальной академии наук Кыргызской Республики (1993), заслуженный деятель науки Кыргызской Республики, заведующий кафедрой истории и культурологии Киргизско-российского славянского университета.

## Биография
Обучался в Киргизском государственном университете (теперь Киргизский национальный университет имени Жусупа Баласагына). После окончания университета в 1960 году, работал в Аламудунском районе Киргизии школьным учителем истории и литературы, затем старшим лаборантом Института истории Академии наук Киргизской ССР. После окончания аспирантуры был зачислен младшим научным сотрудником сектора археологии и этнографии Института истории Академии наук Киргизской ССР. За 47 лет прошёл путь от младшего научного сотрудника до вице-президента Национальной академии наук Кыргызской Республики.
Умер 31 июля 2025 года в возрасте 88 лет в Бишкеке.

## Научная деятельность
Им внесён вклад в развитие исторической науки республики. В последние годы под его руководством проводятся подводные археологические исследования на Иссык-Куле.
Основные научные проблемы, которыми более 45 лет занимался В. М. Плоских, можно классифицировать по следующим направлениям:
- Патриархально-феодальные отношения киргизов;
- История киргизской письменности;
- Дипломатия киргизско-российских взаимоотношений;
- Международные отношения киргизов;
- Возвращение истории имен репрессированных деятелей государства, науки, культуры;
- Роль личности в истории;
- Иссык-Куль: древнейшие цивилизации;
- Историческая достоверность киргизской государственности;
- История в художественной литературе.

## Избранные труды
Учёным опубликовано более 300 научных и научно-популярных трудов, в том числе 30 монографий, учебников и учебных пособий. С творческим коллективом авторов им подготовлены и опубликованы учебники:
- «История Кыргызстана» для средней школы (1995)
- «История кыргызов и Кыргызстана» для вузов (1995—2007) и др.

Монографии:
- «Манас не признал себя виновным» (1993)
- «Е. Д. Поливанов и „Манас“» (1995)

В. М. Плоских — организатор и редактор 4-х сборников документов «Кыргызстан — Россия. История взаимоотношений в XVIII—XX веках» (1998—2007).
Автор и редактор научно-популярной иллюстрированной энциклопедии «Наш Кыргызстан. Популярная историческая энциклопедия с древности до конца XIX века», изданная в 2004 г. на русском и киргизском языках, а также книг:
- «Кыргызы и их предки. Нетрадиционный взгляд на историю» (коллектив, 1 и 2 изд., 1994, 1999)
- «Суверенный Кыргызстан: проблемы традиций и социальной целостности» (коллектив, 1999) и др.
- «Тропою первопроходцев»
- Галицкий В. Я., Плоских В. М. Старинный Ош: Очерк истории / Институт истории АН КиргССР. — Фрунзе: Илим, 1987. — 176, [32] с. — 5000 экз.
- «У истоков кыргызской национальной государственности»
- Плоских В. М. Иссык-Куль: путешествие в историю. — Фрунзе: Кыргызстан, 1981. — 64, [12] с. — 25 000 экз.

В. М. Плоских опубликовал ряд художественных романов и научно-популярных очерков. В 1990 году под псевдонимом Аман Газиев им (вместе с соавторами) издан исторический роман о саках Тянь-Шаня и Александре Македонском «На берегах Яксарта». В 1991 году — документальная повесть «Курманджан-датка — некоронованная царица Алая», в 1995 году — роман «Пулат-хан» и др.
Ряд статей В. М. Плоских был опубликован в Турции, странах Скандинавии, Индии, России, Казахстане, Узбекистане.

## Педагогическая и общественная деятельность
Плоских являлся председателем диссертационного совета по специальности «История» и «Политология» в Кыргызско-российском славянском университете, членом президиума Национальной академии наук Кыргызской Республики. Им подготовлено три доктора и двенадцать кандидатов наук.
Плоских вёл общественную работу, являлся членом Конфедерации подводной деятельности России, был избран действительным членом Российской академии педагогических и социальных наук, Академии проблем безопасности, обороны и правопорядка РФ.

## Награды и почётные звания
- орден «Манас» II степени (2022)[3]
- орден «Манас» III степени (2003)[4]
- медаль «Данк»
- дважды лауреат Государственной премии Кыргызской Республики в области науки и техники (1996, 2002)
- заслуженный деятель науки Кыргызской Республики
- награды Национального комитета общественных наград РФ
- лауреат премии им. Е. Д. Поливанова
- лауреат Бунинской премии
- памятный бюст М. В. Ломоносова (от Нобелевского лауреата Ж. Алфёрова)
- отличник народного образования